# Jämejala
Jämejala är en ort i Estland. Den ligger i Pärsti kommun och landskapet Viljandimaa, i den södra delen av landet, 130 km söder om huvudstaden Tallinn. Jämejala ligger 102 meter över havet och antalet invånare är 294.
Terrängen runt Jämejala är huvudsakligen platt. Jämejala ligger uppe på en höjd. Runt Jämejala är det ganska tätbefolkat, med 104 invånare per kvadratkilometer. Närmaste större samhälle är Viljandi, 3,2 km söder om Jämejala. Omgivningarna runt Jämejala är en mosaik av jordbruksmark och naturlig växtlighet.